# گرت الیاسن
گرت الیاسن (انگلیسی: Grete Eliassen؛ زادهٔ ۲۱ سپتامبر ۱۹۸۶) ورزشکار اسکی نمایشی اهل نروژ است.
وی در مسابقات کشوری و بین‌المللی در مجموع برندهٔ ۲ مدال طلا، ۲ مدال نقره، ۴ مدال برنز شده‌است.